# Pyöllimvärri
Pyöllimvärri är en kulle i Finland. Den ligger i Enare i landskapet Lappland, i den norra delen av landet, 1 100 km norr om huvudstaden Helsingfors. Toppen på Pyöllimvärri är 202 meter över havet, eller 82 meter över den omgivande terrängen. Bredden vid basen är 3,6 km.
Terrängen runt Pyöllimvärri är huvudsakligen platt. Trakten runt Pyöllimvärri är nära nog obefolkad, med mindre än två invånare per kvadratkilometer. Det finns inga samhällen i närheten. Omgivningarna runt Pyöllimvärri är i huvudsak ett öppet busklandskap.